# Jarosław Szczepański (prawnik)
Jarosław Włodzimierz Szczepański – polski prawnik, doktor habilitowany nauk społecznych.

## Życiorys
W latach 2010-2012 ukończył studia prawa i politologii na Uniwersytecie Warszawskim, w 2016 r. obronił pracę doktorską pt. Typologia doktryn polityczno-prawnych, której promotorem był prof. Hubert Izdebski, w 2019 r. obronił drugą pracę doktorską pt. Wpływ ideologii na proces podejmowania decyzji politycznych. Studium przypadku polskiej polityki motoryzacyjnej w latach 1935-1939. W 2021 r. habilitował się na podstawie pracy zatytułowanej Ideowe podstawy polskiego spektrum politycznego.
Został pracownikiem naukowym w Akademii Obrony Narodowej i na Uniwersytecie  Warszawskim, oraz w Akademii Wymiaru Sprawiedliwości.
Bohater reportażu "Profesor zdjął mi sukienkę. Powiedział, że dostanę piątkę, jeśli spotkamy się w hotelu" wyemitowanego w TVN24.